# Michael Gambrill
Michael Gambrill, né le 23 août 1935 à Brighton et mort le 8 janvier 2011 à Kingston upon Thames, est un coureur cycliste britannique. Il est notamment médaillé de bronze de la poursuite par équipes aux Jeux olympiques d'été de 1956, à Melbourne, avec Tom Simpson, Donald Burgess et John Geddes.

## Palmarès

### Jeux olympiques
- Melbourne 1956
  -  Médaillé de bronze de la poursuite par équipes

### Championnats nationaux
- 1956
  -  Champion de Grande-Bretagne de poursuite amateurs
- 1957
  -  Champion de Grande-Bretagne de poursuite amateurs
- 1958
  - 2e du championnat de Grande-Bretagne de poursuite amateurs
  - 2e du championnat de Grande-Bretagne de poursuite par équipes amateurs
- 1959
  -  Champion de Grande-Bretagne de poursuite par équipes amateurs